# Cuve
Cuve är en kommun i departementet Haute-Saône i regionen Bourgogne-Franche-Comté i östra Frankrike. Kommunen ligger i kantonen Vauvillers som tillhör arrondissementet Lure. År 2022 hade Cuve 129 invånare.

## Befolkningsutveckling
Antalet invånare i kommunen Cuve
| Referens: INSEE |